# 大日本電力
大日本電力株式会社（だいにっぽんでんりょく）は、大正から昭和戦前期にかけて存在した日本の電力会社。北日本における戦前期最大の電力会社である。
当時の大手製紙会社富士製紙の電気部が独立し、1919年（大正8年）に富士電気の社名で設立。当初から北海道における電気事業統合の中核となり、次いで東北地方に進出、さらには北関東にも勢力を広げ、最終的に供給区域は北海道・秋田県・山形県・福島県・茨城県・栃木県に拡大した。事業拡大にあわせて社名は北海道電灯（北海道電燈）を経て1934年（昭和9年）より大日本電力を称する。
1942年（昭和17年）、電力国家管理実施のため日本発送電と配電会社3社に電気事業設備を出資し、翌年に解散した。発電所や供給区域はその後の再編で分割され、北海道電力・東北電力・東京電力の3社に継承されている。

## 沿革
大日本電力は、1919年（大正8年）、「富士電気株式会社」の名で設立された。当時の大手製紙会社富士製紙が自社の電気部を分社化して設立した電力会社であり、当時の資本金は165万円であった。初代社長には富士製紙専務の穴水要七が就任した。社名は1921年（大正10年）からは「北海道電灯株式会社」と称する。
北海道電灯（富士電気）が成立した当時、北海道の電気事業は群小事業者がそれぞれ個別に経営しており統一されていなかったが、北海道電灯は設立直後から事業統一の中核となり、買収・合併を積極的に行って急速にその勢力を拡大する。加えて北海道にとどまらず南下して東北地方にも進出し、秋田県の秋田電気や山形県の最上電気なども統合した。1934年（昭和9年）、2度目の社名変更により「大日本電力株式会社」へ改称している。
1936年（昭和11年）には福島県の中堅電力会社東部電力を合併した。資本金は1億円を超えて1億808万円となり、供給区域には北関東も加わった。さらに1940年（昭和15年）7月には帝国電力（旧・函館水電）を合併し、資本金を1億3608万円とした。
第2次世界大戦中の電力国家管理実施に際し、大日本電力では1942年（昭和17年）4月1日付で日本発送電への電力設備の出資を実施した。出資対象は北海道や福島県所在の発電所・送変電設備である。さらに配電統制では大日本電力区域は北海道・東北・関東の3ブロックに分割され、同日付で設備を北海道配電（のちの北海道電力）・東北配電（のちの東北電力）・関東配電（のちの東京電力）の3社へと出資した。
電力設備出資後の大日本電力では会社存続の道を模索したものの成功せず、半年後の1942年11月6日開催の株主総会にて解散を議決した。解散までの手順として傘下の証券保有会社3社を合併して減資し、残存事業である函館市における路面電車事業・バス事業（元は帝国電力の事業）を分離することとなった。電車・バス事業は翌1943年（昭和18年）1月14日付で子会社の道南電気軌道へと移管（その後同年11月函館市が事業を市営化）。そして同年2月3日、大日本電力は解散した。